# 林氏璧
林氏璧（1974年1月18日—），本名孔祥琪，臺北人，日本自助旅遊部落客，前台大醫院內科醫師，並在2019冠状病毒病疫情期間，擔任過分析疫情的名嘴。其以「林氏璧和美狐團三狐的小天地」部落格與「日本自助旅遊中毒者」Facebook粉絲專頁為人熟知。

## 生平

### 醫師生涯
孔祥琪1974年1月18日生於台北市。孔祥琪在一次訪談中自述為孔子世家第七十五代。父親為山東人，母親為高雄人。家庭則非常希望他投身穩定的醫師或公務員。孔祥琪後來就讀建國中學，但對日後的出路沒有固定看法。他在進入台大機械系後，發現自己對機械工程沒有興趣。在醫生世家出身的朋友也選擇重考後，他也決定重考，並在隔年進了台大醫學系。
考進台大醫學系後，孔祥琪先接觸了感染科，又遇到了教授小兒科的李秉穎，並同時對這兩科產生興趣。孔祥琪最後選擇屬於感染科的內科，師從張上淳。孔祥琪之後擔任台大醫院的內科住院醫師，並在2003年見證了SARS疫情。受台大醫療團隊打動，孔祥琪在2004年把感染科列為次專科。2006年，成為感染科主治醫師，分發至國立臺灣大學醫學院附設醫院雲林分院，直到2009年才回到臨床試驗中心，並學習如何審查新藥。在臨床試驗中心，孔祥琪主要負責審查H1N1疫苗、並執行該疫苗的臨床試驗，後來還到杜克大學進修兩年臨床研究。

### 部落客生涯
在擔任住院醫師期間，孔祥琪認識林姓小兒感染科醫師，並開始交往。孔祥琪引用和氏璧的典故，將自己比喻為璞玉、林醫師比喻為發掘璞玉的楚文王，並給自己取了「林氏璧」的網名，開始在網上活躍，並以「小狸」或「美狐團三狐」，來代稱林醫師本人。林醫師的旅遊風格偏好前往日本旅遊多次，也影響了孔祥琪的旅遊型態。兩人自2005年起，開始將去日本的遊記，寫在部落格「林氏璧和美狐團三狐的小天地」中。2007年，孔祥琪開始花心力經營部落格網站。2010年，孔祥琪開通了「日本自助旅遊中毒者」的Facebook粉絲專頁。截至2021年，「林氏璧和美狐團三狐的小天地」流量超過一億次、「日本自助旅遊中毒者」粉絲團有近百萬名追蹤者、社團則有五十萬。「林氏璧」也在臺灣的日本自助旅遊社群中漸漸傳開，成為許多日本自助旅遊客的資訊來源。2007年，孔祥琪與林醫師於東京青山結婚。後來有了兩個女兒。在杜克大學進修期間，日本觀光廳開始以提供機票為條件，邀請孔祥琪前日本介紹景點。該邀約也讓孔祥琪認真考慮經營部落客生涯。
隨著時間推進，孔祥琪的醫師生涯與部落客生涯，逐漸產生衝突。2017年，有人檢舉其經營部落格，違反《公務員服務法》不得經營商業的規定。依此為契機，孔祥琪於2017年12月31日辭去醫師，擔任全職部落客。2018年1月24日，公務員懲戒委員會揭露林氏璧的真實身份為孔祥琪，並將其部落格活動視為經營商業，記過一次。這是委員會近10多年來，首次懲處經營部落格營利的公務員。對此，孔祥琪在部落格中，回應自己對身兼兩個身份產生倦意並打算辭職。針對懲處也虛心接受。有網友指出孔祥琪為了在任職醫師期間請假35次、並接受廠商招待、過度商業化；但也有網友不反對其作法。另外，也有部份聲音質疑台大雙重標準、或檢舉本身是打擊競爭對手的行為。孔祥琪之後以全職部落客身份，平均每個月前往日本1.5次。據不具名部落客分析，孔祥琪的收入可能高於台大醫師的薪水。
2020年發生的2019冠状病毒病疫情重創旅遊業，孔祥琪也受無法出國的影響，在當年完全失去收入。但在這段期間，孔祥琪也結合了旅遊與醫學的專長，開始在分析疫情方面活躍。他除了出席多個新聞談話節目外，還會在社群媒體分析疫情、解釋各種學術資訊。在Cheers的訪談中，孔祥琪表示談話節目只是暫時斜槓，疫情後將回歸部落客的身份。

## 外部連結
- 林氏璧和美狐團三狐的小天地
- 日本自助旅遊中毒者的Facebook專頁